# Comedia de sketches
Una comedia de sketches es una serie de televisión compuesta por escenas cortas o viñetas de comedia, llamadas sketches, normalmente entre uno o diez minutos de duración. Los sketches son interpretados por un grupo de actores de cómicos o comediantes, ya sea en una presentación escénica o a través de un audiovisual o medio digital como la televisión y la internet. A menudo, los sketches son improvisados por los actores y escritos basados en los resultados de estas sesiones de improvisación, sin embargo, la improvisación no es necesaria en todas las comedias de sketches.
Un sketch o una viñeta individual es una breve escena u obra anteriormente utilizada en vodevil y actualmente se utiliza en shows de variedades, programas de comedia, entretenimiento para adultos, talk shows o ciertos programas de televisión para niños (como Sesame Street). Estos sketches pueden incluir imágenes de un "hombre en la calle" en los programas cómicos de entrevistas por la noche como The Tonight Show, El club de la comedia o Comedy Club.
- Datos: Q5778915